# Ханамура, Мангэцу
Мангэцу Ханамура (яп. 花村 萬月 Ханамура Мангэцу, род. 5 февраля 1955 года) — японский писатель

. Настоящее имя — Итиро Ёсикава (吉川 一郎).
Родился в Токио. После окончания школы долгие годы скитался по Японии. Дебютировал в 1989 году с новеллой «Да хранит тебя Бог» (ゴッド・ブレイス物語), которая была удостоена премии журнала «Субару» для дебютантов. В 1998 году за повесть «Ночное радио» (ゲルマニウムの夜) был удостоен премии Акутагавы. С 2009 года преподаёт в университете Ханадзоно. Большое количество произведений экранизировано. Наибольшую известность получила провокационная экранизация «Ночного радио» (2005, реж. Тацуси Омори), напичканная сценами разврата и половых извращений в небольшом монастыре, служащим исправительной колонией.